# Siegmund Adrian von Rothenburg
Siegmund Adrian von Rothenburg, als Entomologe häufig S. A. von Rottemburg, (* 28. April 1745 in Läsgen; † 1797) war ein deutscher Naturforscher (Entomologe).
In Das gelehrte Teutschland von Georg Christoph Hamberger und Johann Georg Meusel wird er als Privatier in Klemzig beschrieben und S. A. von Rottemburg genannt. Für sein entomologisches Werk wird er auch Rottenburg zitiert.

## Leben

### Herkunft und Familie
Er hatte einen Freiherrn-Titel (bzw. Baron) und stammte aus dem Adelsgeschlecht Rothenburg. Sein Vater war der Sohn des preußischen Kammerpräsidenten Samuel Gottlieb Graf von Rothenburg (1703–1770).
Er war mit  Wilhelmine Philippine von Schlichting (* 1756; † 24. Oktober 1790) verheiratet. Sein Sohn Karl Wilhelm Sigismund von Rottenburg (1777–1837), eigentlich Wilhelm von Rothenburg, war preußischer Generalleutnant sowie zeitweise Kommandant von Minden und Wesel. Mit dessen Neffen Oberstleutnant Eduard Alexander von Rothenburg (1825–1880), dem Enkel von Siegmund Adrian von Rothenburg, erlosch seine Linie, die seines Bruders Friedrich Gottlieb setzte sich aber fort.

### Werdegang
Er studierte Kameralwissenschaften in Frankfurt an der Oder und übernahm nach dem Tod des Vaters 1771 mit seinem Bruder Friedrich Gottlieb von Rothenburg (1757–1811), einem preußischen Stabskapitän, das vom Vater 1760 erworbene Gut Klemzig im Kreis Züllichau-Schwiebus und sie besaßen auch Gut Harte bei Sternberg. 
Ein Eintrag im Mitgliederverzeichnis der Berlinischen Gesellschaft naturforschender Freunde im Jahr 1777 nennt als seinen Wohnort Klemzig bei Züllichau in der Neumark.
1789 erhielt er das Amt des Salzrentmeisters der Küstriner Kriegs- und Domänenkammer.
In den 1770er Jahren übernahm Rottemburg die lepidopterologische Sammlung von Johann Siegfried Hufnagel (1724–1795) und veröffentlichte darüber eine Reihe von Abhandlungen. Diese Publikationen sind von großer Bedeutung, weil sie es erlauben, viele der von Hufnagel nur äußerst kurz und knapp (weil in Tabellenform) beschriebenen und deshalb oft schwer kenntlichen Arten sicher zu identifizieren.
Zusätzlich beschrieb er selbst eine Reihe neuer Taxa, von denen einige noch heute gültige Arten sind:
- Paranthrene tabaniformis (Sesiidae)
- Hyles gallii (Sphingidae)
- Thymelicus acteon (Hesperiidae)
- Lycaena alciphron (Lycaenidae)
- Polyommatus bellargus, Polyommatus icarus, Polyommatus semiargus (Lycaenidae)
- Brenthis ino (Nymphalidae)
- Euphydryas aurinia (Nymphalidae)
- Melitaea athalia (Nymphalidae)
- Hyponephele lycaon (Nymphalidae)

Über den Verbleib der Hufnagel-Rottemburg-Sammlung ist nichts bekannt; wahrscheinlich existiert sie nicht mehr. In der zoologischen Literatur wird sein Name meist mit „Rott.“ abgekürzt.

### Werke
- S. A. von Rottemburg: Anmerkungen zu den Hufnagelischen Tabellen der Schmetterlinge. Erste Abtheilung. In: Der Naturforscher. Nummer 6, 1775, S. 1–34.
- S. A. von Rottemburg: Anmerkungen zu den Hufnagelischen Tabellen der Schmetterlinge. Zweyte Abtheilung. In: Der Naturforscher. Nummer 7, 1775, S. 105–112.
- S. A. von Rottemburg: Anmerkungen zu den Hufnagelischen Tabellen der Schmetterlinge. Der dritten Abtheilung erste Classe. In: Der Naturforscher. Nummer 8, 1776, S. 101–111.
- S. A. von Rottemburg: Anmerkungen zu den Hufnagelischen Tabellen der Schmetterlinge. Der dritten Abtheilung zwote Classe. In: Der Naturforscher. Nummer 9, 1776, S. 111–144.
- S. A. von Rottemburg: Anmerkungen zu den Hufnagelischen Tabellen der Schmetterlinge. Der dritten Abtheilung dritte Classe. In: Der Naturforscher. Nummer 11, 1777, S. 63–91.

## Genealogie
- Gothaisches Genealogisches Taschenbuch der Adeligen Häuser. Der in Deutschland eingeborene Adel (Uradel) 1905, 6. Jg., Justus Perthes, Gotha 5. November 1904, S. 709.